# 达卡乡
达卡乡，是中华人民共和国青海省果洛藏族自治州班玛县下辖的一个乡镇级行政单位。

## 行政区划
达卡乡下辖以下地区：
佐洛牧委会、多娘牧委会、东忠牧委会和兰青牧委会。